# Église Saint-Blaise de Chamberaud
L'église Saint-Blaise est une église catholique située à Chamberaud, en France.

## Localisation
L'église est située dans le département français de la Creuse, sur la commune de Chamberaud.

## Historique
Le dimanche 13 janvier 1129 est créé l'ordre du Temple pendant le concile de Troyes afin de protéger les pèlerins se rendant en Terre sainte. Dès lors, pour trouver les moyens financiers nécessaires à leur mission, les Templiers vont mettre en place à travers l'Europe au réseau de monastères appelés commanderies. Les activités agricoles de ces dernières vont alors leur procurer d'importants fonds.
Les templiers érigent dix commanderies dans le Limousin, dont six dans la province de la Marche (aujourd'hui le département de la Creuse) : 
- la commanderie de Blaudeix (commune de Jarnages) ;
- la commanderie de Chamberaud ;
- la commanderie de Gentioux ;
- la commanderie de Paulhac (commune de Saint-Étienne-de-Fursac) ;
- la commanderie de Viviers (commune de Tercillat).

L'église Saint-Blaise-de-Chamberaud constitue aujourd'hui le dernier bâtiment restant de la commanderie. Elle date de la fin du XIIIe siècle  (au moins 1282) et était initialement dédiée à saint Jean.

## Protection
L'église Saint-Blaise est classée au titre des monuments historiques en 1991.